# 阿隆·道格拉斯
阿隆·道格拉斯（Aaron Douglas，1971年8月23日—）是加拿大的一位演員。他最著名的作品是在太空堡垒卡拉狄加中飾演Galen Tyrol角色。